# Michail Anatoljewitsch Tschiwiksin
Michail Anatoljewitsch Tschiwiksin (russisch Михаил Анатольевич Чивиксин, englisch Mikhail Chiviksin; * 22. Februar 1976) ist ein russischer Badmintonspieler, der im Parabadminton in den Startklassen STU4, SU5 und STU5 an den Start geht und ein Mal Europameister wurde.

## Leben und Karriere
Tschiwiksin lebt in Sewerodwinsk.
Bei der Weltmeisterschaft 2011 in Guatemala-Stadt schied Tschiwiksin im Halbfinale gegen den Japaner Kohei Obara mit einer 29:30-14:21-Niederlage aus und errang somit zusammen mit dem Hongkonger Cho Leung Chan die Bronzemedaille. Im Doppel spielte er mit seinem Landsmann Ramil Juldaschew und spielte mit den Malaysiern Cheah Liek Hou und Suhaili Laiman sowie den Deutschen Frank Dietel und Sebastian Mueller in einer Gruppe. Das russische Duo verlor beide Spiele.
In der Europameisterschaft 2012 in Dortmund verlor Tschiwiksin das Halbfinale gegen den Polen Bartłomiej Mróz und errang wie der Engländer Oliver Clarke die Bronzemedaille. Im Doppel spielte er mit dem Türken İlker Tuzcu. Das Doppel wurde mit fünf Paaren ausgetragen, wobei jeder ein Mal gegen jedes andere Paar spielte. Tschiwiksin und Tuzcu gewannen alle Spiele und wurden somit vor Dietel/Mueller Europameister.
Bei der Weltmeisterschaft 2013 in Dortmund schied Tschiwiksin nach nur einem Sieg, den er gegen den Brasilianer Geraldo Da Silva Oliveira errang, in der ersten Runde (Gruppe mit vier Teilnehmern) aus. Im Doppel war es ähnlich: Mit dem Engländer James Binnie an seiner Seite war das Spiel gegen das indisch-schwedische Duo Venkat Appala Siva Raghur Degala/Rickard Nilsson der einzige Sieg.
Bei der Europameisterschaft 2014 in Los Narejos verlor Tschiwiksin wie zwei Jahre zuvor das Halbfinale gegen den Bartłomiej Mróz. Im Einzel teilte er sich die Bronzemedaille mit dem Israeli Eyal Bechar. Auch im Doppel schied er im Halbfinale aus, mit Frank Dietel an seiner Seite gegen Bartłomiej Mróz und İlker Tuzcu. Diese Bronzemedaille ging auch an James Binnie und den Niederländer Mark Modderman
Bei der Weltmeisterschaft 2015 in Aylesbury verlor Tschiwiksin alle drei Spiele der ersten Runde, gegen den Vietnamesen Minh Nhuan Tran, den Franzosen Colin Kerouanton und Eyal Bechar. Im Doppel, das er mit seinem Landsmann Oleg Dontsov bestritt, gewannen sie gegen Aleksey Roman Kurstrin-Iversen (Norwegen) und David Purdie (Schottland) und schieden somit in der ersten Runde aus.
Bei der Europameisterschaft 2016 in Beek verlor Tschiwiksin im Einzel alle drei Erstrundenspiele, gegen den Franzosen Méril Loquette, den Deutschen Frank Dietel und den Niederländer Mark Modderman. Wie zwei Jahre zuvor schied er im Doppel-Halbfinale gegen Bartłomiej Mróz und İlker Tuzcu aus, an seiner Seite war wie bei der Weltmeisterschaft 2015 Oleg Donzow.
Bei der Weltmeisterschaft 2017 in Ulsan verlor Tschiwiksin gegen den Japaner Taiyo Imai sowie den Thailänder Pricha Somsiri und gewann gegen den Inder Rakesh Pandey, der Russe schied somit aus. Im Doppel hatte er mit seinem Spielpartner Paul Edinger aus Frankreich zwei Gegner, gegen die sie verloren – Lee Meng-yuan/Lin Cheng-che aus Chinese Taipei und Cheah Liek Hou/Hairol Fozi Saaba aus Malaysia.
Bei der Europameisterschaft 2018 in Rodez verlor Tschiwiksin das Viertelfinale gegen den Franzosen Guillaume Charlot. Im Doppel, das er mit dem Spanier Pablo Serrano bestritt, verlor er das Halbfinale gegen Bartłomiej Mróz und İlker Tuzcu. Wie das rein russische Duo Oleg Dontsov/Pawel Kulikow erlangten sie die Bronzemedaille.
Bei der Weltmeisterschaft 2019 in Basel gewann Tschiwiksin in der ersten Runde gegen den Ägypter Ahmed Magdy Amin Eldakrory und verlor gegen den Indonesier Wei Ming Tay und den Waliser David Jack Wilson. Im Doppel trat er nicht an.